# Remember (에이핑크의 노래)
〈Remember〉(리멤버)는 대한민국의 걸 그룹 에이핑크의 노래이다. 대한민국에서는 2015년 7월 16일에 발매된 《Pink MEMORY》에 수록되었으며, 일본에서는 2015년 8월 26일에 발매된 《PINK SEASON》에 수록되었다. 가사는 휴양지를 배경으로 하고, 곡조는 신나고 활발하여 시원한 느낌을 주는 곡이다.
| A | A               | → | 간주 | 간주        | → | 1B·1C·1D | 1B·1C·1D        | → | 후렴1 | 후렴1       | → | 2B·2C·2D | 2B·2C·2D        |
|   | 올림바장조 (F♯) | → |      | 바단조 (Fm) | → |          | 올림바장조 (F♯) | → |       | 바단조 (Fm) | → |          | 올림바장조 (F♯) |

| 후렴2 | 후렴2       | → | E | E          | → | F·3D | F·3D            | → | 간주 | 간주        | → | 대후렴 | 대후렴           |
|       | 바단조 (Fm) | → |   | 나장조 (B) | → |      | 올림바장조 (F♯) | → |      | 바단조 (Fm) | → |        | 올림바단조 (F♯m) |